# Acromyrmex pubescens
Acromyrmex pubescens là một loài kiến Tân Thế giới trong phân họ Myrmicinae, chi Acromyrmex. Chúng là loài bản địa của Paraguay.